# Amadio Zangari
Amadio Zangari (Rimini, 31 maggio 1806 – Macerata, 31 maggio 1864) è stato un vescovo cattolico italiano.

## Biografia
Nacque a Rimini, capoluogo di provincia e sede episcopale, il 31 maggio 1806. Fu ordinato presbitero il 20 dicembre 1828 e fu nominato vescovo di Civita Castellana, Orte e Gallese il 14 aprile 1848. Il 24 aprile successivo fu consacrato presso la chiesa dei Santi Vincenzo e Anastasio a Trevi dal cardinale Costantino Patrizi Naro, vicario generale per la diocesi di Roma, co-consacranti il patriarca Giovanni Giuseppe Canali, vicegerente della diocesi di Roma, ed il vescovo Giovanni Battista Rosani. Il 5 settembre 1851 fu trasferito alla diocesi di Macerata e Tolentino. Nel 1861 pubblicò l'orazione Sull'Immacolato concepimento di Maria Vergine. Sui libri malvagi, curato da Aldo Cavonari nel 2011, nella collana Oche del Campidoglio, contiene le sue Lettere pastorali sui libri malvagi, pubblicata nel 1862 per guidare la diocesi durante gli anni del Risorgimento.
Nel 1861 pubblicò le Riflessioni sull'abolizione degli ordini religiosi e confisca de' beni ecclesiastici a proposito di alcuni decreti dello stesso anno e del 1860.
La lettera in questione, stampata a Macerata dal tipografo vescovile, fu redatta in occasione della pubblicazione dell'indulto per la Quaresima del 1862. Nel corso del suo ministero episcopale, nel 1854, fu co-consacrante principale alle ordinazioni episcopali del vescovo Fidelis Bufarini e dell'arcivescovo Francesco Antonio Maiorsini. Morì il 31 maggio 1864, giorno del suo 58º genetliaco.

### Opere
- Dissertazione in su le tenebre avvenute alla morte di Gesù Cristo, 1829
- Il sacerdozio cattolico. Omelia recitata nella cattedrale di Macerata nel dì dell'Epifania, 1860
- Sull'Immacolato concepimento di Maria Vergine. Orazione, 1861
- Riflessioni sull'abolizione degli ordini religiosi e confisca de' beni ecclesiastici in proposito dei decreti Pepoli e Valerio dell'11 dicembre 1860 e del 3 gennaio 1861, 1861

## Genealogia episcopale
- Cardinale Scipione Rebiba
- Cardinale Giulio Antonio Santori
- Cardinale Girolamo Bernerio
- Arcivescovo Galeazzo Sanvitale
- Cardinale Ludovico Ludovisi
- Cardinale Luigi Caetani
- Cardinale Ulderico Carpegna
- Cardinale Paluzzo Paluzzi Altieri degli Albertoni
- Papa Benedetto XIII
- Papa Benedetto XIV
- Papa Clemente XIII
- Cardinale Marcantonio Colonna
- Cardinale Giacinto Sigismondo Gerdil
- Cardinale Giulio Maria della Somaglia
- Cardinale Carlo Odescalchi
- Cardinale Costantino Patrizi Naro
- Vescovo Amadio Zangari